# Werner Kohlmeyer
Werner Kohlmeyer (Kaiserslautern, 19 april 1924 – Mainz-Mombach, 26 maart 1974) was een Duits voetballer. Kohlmeyer speelde het grootste deel van zijn carrière bij 1. FC Kaiserslautern. Hier won hij onder meer het Duits voetbalkampioenschap 1950/51 en 1952/53. Tevens won hij, samen met West-Duitsland in 1954 onder leiding van bondscoach Sepp Herberger, het wereldkampioenschap voetbal in Zwitserland.
Na zijn voetbalcarrière kreeg hij een alcoholverslaving door de echtscheiding met zijn vrouw en de ontzegging van het hoederecht over zijn drie kinderen. Hij overleed op 49-jarige leeftijd ten gevolge van hartfalen.